# 24hコスメ
24hコスメ(24h cosme)とは、株式会社ナチュラピュリファイ研究所が製造、販売をしている化粧品ブランドである。

## 概要
肌に優しい化粧品をコンセプトとして掲げ「ファンデしながらスキンケア」「24h落とさなくてもOK！」をキャッチコピーとしている。
現在のイメージキャラクターは平手友梨奈で過去にはタッキー&翼、沢尻エリカ、チャンミン、マリエなどの有名人をCM起用していた。
天然由来、石油由来に関わらず、肌の負担になる成分を極力排除したプチプラ国産ナチュラルコスメブランドである。
全国のロフト、東急ハンズ、PLAZA等のバラエティショップで販売されている。（公式ショップでも販売）
2018年2月7日に商品の全面リニューアルを行い、2018年9月14日にメンズ商品の販売も開始された。
2018年の秋には平手友梨奈主演映画「響 -HIBIKI-」とメイクタイアップしている。
その他にも連続テレビ小説「まんぷく」「家政夫のミタゾノ」「チア☆ダン」「プリティが多すぎる」等、数多くの作品で使用されている。
2018年の12月楽天から楽天公式ショップ特集の中のブランドの一つとして追加された

## メイン商材
24hコスメのメイン商材はベースメイクアイテムで特にスティックファンデーションをメインに押し出しをしている、楽天の公式ページではメインバナーとして使用。
実際スティックファンデーション部門では楽天市場内連続1位も獲得をしている。
その他ベースメイクアイテムを中心としたプロモーション活動も多く見ることができる。

## 受賞コスメ
- 24 ミネラルスティックファンデ（@cosme 2018年上半期新作 ベストコスメ受賞）[5]

（楽天市場スティックファンデーション部門週間ランキング連続1位獲得中（ 2018年10月1日～））　
- 24 ミネラルパウダーファンデ（VoCE 2018年 4月 月間ランキング パウダーファンデーション部門1位）[6]

（MimiTV　2018年ベストコスメ：【パウダーファンデーション部門】3,000円〜3,999円編
- 24 ミネラルUVコンシーラー（MimiTV　2018年ベストコスメ：【コンシーラー部門】3,000円〜3,999円編[7]

## 商品ラインナップ

### ベースメイク
- 24 ミネラルスティックファンデ
- 24 ミネラルパウダーファンデ プチサイズ
- 24 ミネラルクリームファンデ
- 24 ミネラルCCバーム
- 24 ミネラルコントロールベースカラー
- 24 ミネラルUVベース40
- 24 ミネラルオイルコントロールパウダー
- 24 ミネラルトーンアップパウダー
- 24 ミネラルUVパウダー50
- 24 ミネラルUVコンシーラー

### カラーメイク
- 24 ミネラルスティックカラー
- 24 ミネラルクリームシャドー
- 24 ミネラルアクアルージュ
- 24 ミネラルルージュ
- 24 ミネラルパウダーチーク
- 24 ミネラルリップグロス

### マスカラ
- アイドルアイラッシュ ロング&ボリューム
- アイドルアイラッシュ スーパーボリューム

### スキンケア
- 24 ナチュラルクレンジング&ソープ
- 24 ナチュラルモイストミスト
- 24 ナチュラルオールインワンバーム
- 24 ナチュラルモイストオイル
- 24 ナチュラルリップクリーム
- 24 ナチュラルネイルオイル

### メンズ
- 24メンズ リップクリーム
- 24メンズ オールインワンローション
- 24メンズ クリアソープ

## 使用層
肌の弱い敏感肌から初めてコスメをする若年層、赤ちゃんに頬ずりするママメイクにも適していることから使用年代の幅が広い。

## イメージキャラクター
- 平手友梨奈（2018年-）[8]